# Родзевич, Николай Игнатьевич
Никола́й Игна́тьевич Родзе́вич (10 февраля 1847, Рязань — 27 апреля 1921, Рязань) — рязанский городской голова в 1906—1912 годах, член IV Государственной думы от Рязанской губернии.

## Биография
Был третьим ребенком в семье действительного статского советника, заместителя председателя Рязанского окружного суда Игнатия Михайловича Родзевича; мать — Тереза Христиановна Родзевич (урождённая Зейц), полька. С 14 лет Николай жил в доме своего дяди Августа Христиановича Зейца на улице Введенской — здесь Зейц владел аптекой. Молодой Родзевич поступил на учёбу в Рязанскую Губернскую гимназию, после отличного окончания которой получил право поступить в Московский экономический институт без экзаменов, чем и воспользовался. Окончив институт, Родзевич вернулся в Рязань, занявшись юридической практикой.
С 1860-х годов Николай Игнатьевич представляет правовые интересы горожан различных сословий и достатка. Благодаря ответственной работе сумел расположить к себе общественность и получить уважение в городе. Часто к нему обращались простые извозчики. Разбираясь с их делами Родзевич увлёкся лошадьми, для разведения которых купил небольшой хутор на Тюриковом мысе близ села Рыбное. Со временем увлечение вылилось в доходное дело, для которого в конце 70-х годов XIX века было куплено большое имение Баграмово, куда и был переведён конезавод. Для своего дела Родзевич не зря выбрал именно это село, неподалёку от которого находилось имение его друга — конезаводчика Дивова.
В городе семейство Родзевичей живёт всё в том же доме на Введенской — весь первый этаж которого дядя Зейц отдал своему племяннику и его семье. В браке с Елизаветой Павловной рождается пять детей: Лев, Николай, Наталья, Алёна, Антонина. Однако в 1889 году Родзевич разводится со своей женой и венчается с бывшей гувернанткой его детей — Анаис Ивановне Кавен. В браке с ней появляется сын Эспер, что в переводе с французского означает — «надеюсь».
Во время юридической практики Николай Игнатьевич ведёт активную общественную жизнь. Он был гласным Рязанского уездного и губернского земств, гласным Рязанской Думы 1-го призыва. Вскоре, общественная позиция приводит его в депутаты. В 1906 году Родзевич был избран председателем Рязанской городской думы и городским управляющим. В этой должности он исполнял обязанности два срока. В 1912 году Николая Игнатьевича избирают членом Государственной Думы 4-го созыва, в связи с чем он снимает с себя полномочия в Рязани.
В Петербурге Родзевич знакомится с актрисой Киенской, которую через некоторое время привозит с дочерью в Рязань. Во время Первой мировой войны Николай Родзевич организовал и возглавил санитарный отряд красного креста при московском ипподроме и уехал на фронт. Александра Ивановна Киенская тоже работала в отряде. Там, на войне, в 1916 году они обвенчались. Николаю Игнатьевичу в то время было 70, а Александре Ивановне 41 год. С войны они возвращаются в Рязань в новый дом в Газетном переулке, предположительно, построенном Николаем Игнатьевичем на деньги, доставшиеся ему по наследству от дяди Зейца. Это был высокий каменный особняк с вышками, резными карнизами, большими светлыми окнами и высоким шпилем. В доме были спроектированы различные удобства и усовершенствования — ванная, цветные потолки, герметические затопы у печей. Дом строился по индивидуальному проекту Николая Игнатьевича и по праву был о остаётся одним из украшений города по сей день.
Непосредственно перед 1917 годом Родзевич из-за долгов продаёт имение в Баграмово. На замену ему покупается недорогое заброшенное имение в селе Александрово, где почти не было земли, а только усадьба, большой парк и конюшня, в которую переместился конный завод. После Октябрьской революции Николай Игнатьевич обратился в рязанский уездный земельный комитет для передачи имения в Александрове для «культурно-просветительных целей».
С приходом Советской власти в Рязань Родзевич идёт работать мировым судьёй, а затем и председателем Рязанского областного суда, за что подвергся бойкоту от своих бывших коллег. Однако бойкот его не смутил «Вы ничего не понимаете, — говорил он оппонентам — Большевики — это настоящая, крепкая власть, способная навести порядок и вывести Россию вперёд!».
В 1920 году его вызвали в Москву и предложили работать в Государственном управлении коневодства, в качестве члена совета. Его опыт конезаводчика мог пригодиться для восстановления разрушенного хозяйства. В начале апреля 1921 года он получил отпуск и поехал в Рязань. Был холодный апрель, и 74-летний Николай Игнатьевич надел совсем лёгкое летнее пальто, для «большего соответствовия его весеннему настроению». В первый же день после приезда он пошёл на свидание. В результате — тяжелейшее воспаление лёгких.
Николай Родзевич скончался 27 апреля 1921 года от воспаления легких. Похоронен в Рязани на Скорбященском кладбище.

## Деятельность в качестве городского управляющего
В 1906 году после активной общественной работы Николай Родзевич был избран председателем Рязанской городской думы и городским управляющим. Приоритетами для своей работы он выбрал «удовлетворение учебного голода путём открытия начальных школ», модернизацию системы городского здравоохранения, а также электрификацию Рязани, строительство системы городского водопровода и канализации.
Во время его работы тусклые керосиновые лампы были перемещены на городские окраины, а их место заняли электрические фонари. В центре города строились булыжные мостовые, были выстроены 6 новых школ, городская бесплатная библиотека, амбулатория, ветеринарная лечебница. Уже после избрания Родзевича депутатом Государственной думы, Рязанская дума высоко оценив его заслуги перед городом, учрела стипендию имени Родзевича в четырехклассном городском училище.
Находясь в должности городского управляющего Родзевич продолжал активную общественную работу в самых разных направлениях городского хозяйства. Он являлся членом лесотехнического комитета, губернским гласным, членом врачебно-санитарного совета, председателем городских обществ сельского хозяйства, охоты, спорта, членом уездного учительского совета и многих других обществ.
В 1912 году Родзевич выделил землю в своём имении Баграмово для школы. После строительства, школа превратилась в культурный центр для всей округи. Здесь работала библиотека, читались лекции, ставились спектакли.
Как вспоминают современники, в своей деятельности Николай Игнатьевич всегда занимал чёткую и принципиальную позицию, отстаивая интересы своих выборщиков. Например, на заседании городской думы в 1912 году он добился открытия в Рязани городской аптеки и в своём выступлении сказал, что городская аптека нужна для того, чтобы была возможность каждому жителю города получить хорошее лекарство, и что городская аптека будет под постоянным общественным контролем, в отличие от частных.
Уезжая в Государственную думу, Николай Игнатьевич выступил с напутственным словом перед депутатами городской думы.
Главная доблесть наша не в том, что мы всё это сделали, а в том, что мы все эти годы как-то поднялись поняли, что мы все служим Родине не за страх только, а за совесть. И я уверен, что вы и далее, без меня пойдёте вперёд и будете служить лишь вашей совести и будете поступать так, как велит служение Родине.